# 科西嘉省
科西嘉省（法語：Département de Corse）是法国历史上的一个省份，位于并涵盖了整个科西嘉岛，省会阿雅克肖。
科西嘉省成立于1790年。1793年，科西嘉省一分为二，分成了戈洛省与利亚莫讷省。1811年，戈洛省与利亚莫讷省合并，恢复原科西嘉省。
1960年，普罗旺斯-蓝色海岸-科西嘉大区（Provence-Côte d'Azur-Corse）成立，科西嘉省属于该大区。1970年，科西嘉省从普罗旺斯-蓝色海岸-科西嘉大区脱离，自成一区，普罗旺斯-蓝色海岸-科西嘉大区旋即变为普罗旺斯-蓝色海岸大区（Provence-Côte d'Azur），1976年更名为今天的普罗旺斯-阿尔卑斯-蓝色海岸大区（Provence-Alpes-Côte d'Azur）。
1976年，科西嘉省再次一分为二，分成了南科西嘉省与上科西嘉省，范围分别与原利亚莫讷省和原戈洛相当（唯一的例外是原属利亚莫讷省的尼奥洛（Niolo）地带，其被划至上科西嘉省）。